# 고몽우
고몽우(高夢尤, 1914년 2월 8일 광주 ~ 1977년 12월 18일)는 제5대 국회의원을 지낸 대한민국의 정치인이다.

## 약력
- 광주고등보통학교 중퇴
- 광산군 송정읍농회 회장
- 대한청년단 광산군 단장
- 구국총력광산군지구연맹 부위원장
- 대한노동 광산지구연맹 위원장
- 전라남도 도의회 의원
- 민주당 중앙위원
- 민주당 전남도당 조직부장
- 민주당 광산군당 위원장

## 역대 선거 결과
|  | 31.41% |

|  | 37.80% |

|  | 25.16% |

|  | 0% |